# Wilhelm Grimm
Wilhelm Karl Grimm (Hanau, 24 febbraio 1786 – Berlino, 16 dicembre 1859) è stato un filologo, linguista e scrittore tedesco, più popolarmente conosciuto come il minore dei due fratelli Grimm, fondatori della germanistica.

## Biografia
È autore, insieme al fratello maggiore Jacob Grimm, del Deutsches Wörterbuch, il più grande vocabolario tedesco. Con il fratello, scrisse anche Le fiabe del focolare.

## Nella cultura di massa
- Appare come personaggio di cornice nel film del 1998 La leggenda di un amore - Cinderella.